# Estatua de George Washington (Wall Street)
George Washington es una gran escultura en bronce de George Washington hecha por John Quincy Adams Ward, instalada en la escalinata frontal del Federal Hall en Wall Street en Nueva York.

## Historia
La estatua fue develada en 1883 para conmemorar la primera investidura presidencial de George Washington. En 1789, Federal Hall, que sirvió como el edificio del capitolio de los Estados Unidos se encontraba en ese sitio y Washington tomó el juramento en el balcón de ese edificio, aproximadamente donde hoy se encuentra la estatua..